# Sievekingia rhonhofiae
Sievekingia rhonhofiae är en orkidéart som beskrevs av Rudolf Mansfeld. Sievekingia rhonhofiae ingår i släktet Sievekingia och familjen orkidéer. Inga underarter finns listade i Catalogue of Life.